# Won północnokoreański
Won północnokoreański (kor. 조선민주주의인민공화국 원) – jednostka walutowa Korei Północnej. Won północnokoreański dzieli się na 100 czon, zwanych także junami. Symbolem wona jest „₩”.
Po wyzwoleniu Korei spod okupacji japońskiej wprowadzono w obu częściach kraju odrębne waluty, obie nosiły jednak nazwę won. Było to nawiązanie do waluty używanej w Korei przed podbojem japońskim.
Won północnokoreański wszedł do obiegu w 1947 roku, w 1959 i 2009 roku dokonano wymiany pieniędzy na nowe. Każdorazowo wprowadzana do obiegu waluta nosiła nazwę won.

## Denominacja w 2009 roku
Pomiędzy 30 listopada a 6 grudnia 2009 dokonano wymiany dotychczasowej waluty na nowego wona w stosunku 1:100. Maksymalna kwota, jaką można było wymienić to 150 000 wonów na rodzinę, przy czym powyżej 100 000 wonów przelicznik wynosił 1:1000. Kwoty powyżej 100 000 wonów (maksymalnie 300 000) były wymieniane wyłącznie, jeśli były zdeponowane na kontach bankowych. Okres wymiany waluty trwał tydzień. Stare pieniądze straciły ważność 30 listopada, nowe weszły do obiegu 6 grudnia. Pomiędzy wycofaniem starych a wprowadzeniem nowych pieniędzy sklepy pozostawały zamknięte. Pojawiły się publiczne (co jest niecodzienne w Korei) objawy niezadowolenia (palenie banknotów, napisy na murach przeciw Kim Dzong Ilowi), wojsko zostało postawione w stan gotowości. O wymianie pieniędzy poinformowano zagraniczne ambasady. Nie informowano o niej w oficjalnych mediach państwowych. 4 grudnia 2009 zaprezentowano nowe banknoty. Agencje donosiły, że na początku grudnia (5−6 grudnia 2009) wybuchły w Korei zamieszki, dwunastu prowodyrów stracono.
W marcu 2010 okazało się, że wprowadzając nowe pieniądze, płace nominalnie pozostawiono na tym samym poziomie. Ich wartość faktyczna wzrosła stukrotnie, a inflacja, zamiast maleć, wzrosła i spowodowała chaos gospodarczy. W rezultacie odpowiedzialny za wymianę pieniądza Pak Nam Gi został rozstrzelany.